# Hugo IV. (Burgund)
Hugo IV. (* 9. März 1212 in Villaines-en-Duesmois; † 27. Oktober 1272) war Herzog von Burgund (von 1218 bis 1272) und Titularkönig des kurzlebigen lateinischen Königreiches Thessalonike (von 1266 bis 1272).

## Leben
Er war der Sohn des Herzogs Odo III. von Burgund und der Alix von Vergy.
Er gliederte dem schon bestehenden Herzogtum Burgund die Grafschaften Grignon (das vormalige Auxois) und Chalon ein. Zu Chalon gehörten weiters das Charolais und die Terre d’Auxonne, welche der Herzog im Austausch gegen die 1225 gekaufte Herrschaft Salins erwarb. Gemeinsam mit seinem Sohn Robert II. brachte Hugo das linke Ufer der Saône unter burgundische Kontrolle und bereitete auch die Einverleibung der Freigrafschaft Burgund vor.
Zwischen 1239 und 1241 begab sich Hugo erstmals auf einen Kreuzzug (Kreuzzug der Barone). Später nahm er auch an dem Kreuzzug nach Ägypten (Sechster Kreuzzug, 1248–1250) unter der Führung König Ludwigs IX. teil. Anders als das Hauptheer überwinterte er dabei nicht auf Zypern, sondern im Fürstentum Achaia, dessen Fürsten mit seiner ansehnlichen Flotte er zur Teilnahme am Kreuzzug überreden konnte. Während der Kämpfe um al-Mansura (1249–1250) hatte Hugo die Befehlsgewalt über das Feldlager inne.
Im Gegenzug zu seiner Unterstützung bei dessen Versuch der Wiedereroberung von Konstantinopel räumte Balduin II., der entthronte letzte Kaiser des Lateinischen Kaiserreiches, ihm 1266 Rechte auf das (Titular-)Königreich von Thessalonike ein. 1270 nahm Hugo auch am Kreuzzug gegen Tunis teil (Siebter Kreuzzug).

## Ehe und Nachkommen
Hugo IV. heiratete 1229 in erster Ehe Yolande von Dreux (* 1212; † 1248), Tochter des Grafen Robert III. von Dreux (* 1185; † 1234). Die bekannten Kinder aus der dieser Ehe sind:
- Margarete (* 1229; † 1277), Herrin von Molinot

1. ⚭ 1239 Wilhelm III. von Mont-Saint-Jean
2. ⚭ 1259 Guido VI. von Limoges

- Odo (* 1231; † 1266) Graf von Nevers, Auxerre und Tonnere
- Johann (* 1231; † 1268), Herr von Bourbon und Graf von Charolais;
- Adelheid (Alix) (* 1233; † 1273) ⚭ 1251 Herzog Heinrich III. von Brabant
- Robert II. (* 1248; † 1306) der als Herzog von Burgund die Nachfolge seines Vaters antrat.[4]

Er nahm in zweiter Ehe Beatrix von Champagne (* 1242; † 1294/95) zur Frau, die Tochter des Theobald, Graf von Champagne, König von Navarra. Mit ihr hatte er zehn Kinder, darunter
- Isabella von Burgund (* um 1270; † 1323)

1. ⚭ deutsch-römischen König Rudolf I.
2. ⚭ Peter von Chambly, Herr von Neauphle

- Hugo (* 1260; † 1288), Vizegraf von Avallon
- Margarete († 1300), Herrin von Vitteaux ⚭ 1272 Johann von Chalon, Herr von Arlay († 1315)
- Johanna († 1295)
- Beatrix, Herrin von Grignon (* um 1260; † 1329) ⚭ 1276 Hugo XIII., Herr von Lusignan, Graf von La Marche und Angoulême (Haus Lusignan)